# All I Want for Christmas Is You
"All I Want for Christmas Is You" là một bài hát của nghệ sĩ thu âm người Mỹ Mariah Carey nằm trong album phòng thu thứ tư và cũng là album dịp lễ đầu tiên của cô, Merry Christmas (1994). Nó được phát hành vào ngày 28 tháng 10 năm 1994 như là đĩa đơn đầu tiên trích từ album bởi Columbia Records. Bài hát được đồng viết lời và sản xuất bởi Carey và Walter Afanasieff, cộng tác viên quen thuộc trong khoảng thời gian đầu sự nghiệp của nữ ca sĩ. "All I Want for Christmas Is You" là một bản nhạc giáng sinh kết hợp với những yếu tố từ dance-pop và R&B cũng như nhiều âm thanh khác nhau như tiếng chuông chùm, tần số giọng nền lớn và synthesizer, có nội dung về một cô gái không quan tâm đến những món quà hoặc ánh đèn trong đêm Giáng sinh, bởi tất cả những gì cô muốn trong mùa Giáng sinh là đến được với người mình yêu. Đây là một trong số ba bản thu âm mới được sáng tác cho Merry Christmas, bên cạnh "Miss You Most (At Christmas Time)" và "Jesus Born on This Day".
Sau khi phát hành, "All I Want for Christmas Is You" nhận được những phản ứng tích cực từ các nhà phê bình âm nhạc, trong đó họ đánh giá nó như là một trong số ít những bản nhạc xứng đáng có mặt trong dịp lễ thời hiện đại. Bài hát cũng tiếp nhận những thành công ngoài sức tưởng tượng về mặt thương mại, đứng đầu các bảng xếp hạng ở Anh, Úc, Áo, Canada, Đan Mạch, Phần Lan, Pháp, Đức, New Zealand, Na Uy, Thụy Điển và Thụy Sĩ, đồng thời vươn đến top 10 ở hầu hết những quốc gia nó xuất hiện, bao gồm vươn đến top 5 ở Bỉ, Ireland, Ý, Nhật Bản, Hà Lan. Tại Hoa Kỳ, "All I Want for Christmas Is You" đứng đầu bảng xếp hạng Billboard Hot 100 sau 25 năm kể từ khi phát hành, trở thành đĩa đơn quán quân thứ 19 trong sự nghiệp của nữ ca sĩ, đồng thời phá vỡ một số kỷ lục, bao gồm đĩa đơn mất nhiều thời gian nhất để đạt vị trí số một. Tính đến nay, nó đã bán được hơn 16 triệu bản trên toàn cầu, trở thành một trong những đĩa đơn bán chạy nhất mọi thời đại.
Bốn video ca nhạc khác nhau đã được phát hành cho "All I Want for Christmas Is You", trong đó video chính mang phong cách những thước phim gia đình của Carey, thú cưng của cô và gia đình trong mùa lễ, bên cạnh video thứ hai được quay ở định dạng đen trắng, trong đó Carey ăn mặc theo phong cách thập niên 1960 nhằm tôn vinh The Ronettes, bên cạnh những vũ công và nhóm bè. Năm 2019, cùng với việc phát hành ấn phẩm cao cấp nhằm kỷ niệm 25 năm ra mắt của Merry Christmas, nữ ca sĩ đã phát hành hai video ca nhạc mới cho bài hát với phiên bản đầu tiên giới thiệu các cảnh chưa từng phát hành của video gốc, cũng như video thứ hai do Joseph Kahn đạo diễn mang tên "Make My Wish Come True Edition" với những cảnh quay mới của cô. Để quảng bá bài hát, Carey đã trình diễn "All I Want for Christmas Is You" trên nhiều chương trình truyền hình và những chuyến lưu diễn xuyên suốt sự nghiệp của cô. Kể từ khi phát hành, nó đã được hát lại bởi nhiều nghệ sĩ trong nhiều năm qua.
Được ghi nhận là bài hát trứ danh của Carey, "All I Want for Christmas Is You" đã được thiết lập như là một bản nhạc tiêu chuẩn vào mỗi dịp Giáng sinh và tiếp tục phổ biến vào mỗi dịp lễ. Năm 2010, một phiên bản mới của bài hát đã được Carey thực hiện cho album Giáng sinh thứ hai của cô, Merry Christmas II You (2010), với tựa đề "All I Want for Christmas Is You (Extra Festive)". Sau đó, nữ ca sĩ cũng thu âm lại nó dưới dạng song ca với ca sĩ người Canada Justin Bieber cho album năm 2011 của anh Under the Mistletoe, mang tên "All I Want for Christmas Is You (SuperFestive!)". Tính đến năm 2017, bài hát được báo cáo là đã kiếm được hơn 60 triệu đô la tiền bản quyền. Ngoài ra, Carey còn phát hành một cuốn sách dành cho trẻ em lấy cảm hứng từ "All I Want for Christmas Is You" vào năm 2015 và bán được hơn 750.000 bản, bên cạnh một bộ phim hoạt hình dành cho gia đình có tên Mariah Carey's All I Want for Christmas Is You, dựa trên cuốn sách và bài hát vào năm 2017.

## Danh sách bài hát
| - Đĩa CD tại châu Âu 1. "All I Want for Christmas Is You" – 4:01 2. "Miss You Most (At Christmas Time)" – 4:32 - Đĩa CD tại Anh quốc 1. "All I Want for Christmas Is You" – 4:01 2. "Miss You Most (At Christmas Time)" – 4:32 3. "Joy to the World" – 3:39 | - Đĩa CD maxi tại châu Âu #1 1. "All I Want for Christmas Is You" – 4:01 2. "Miss You Most (At Christmas Time)" – 4:32 3. "Jesus Oh What A Wonderful Child" – 4:26 - Đĩa CD maxi tại châu Âu #2 1. "All I Want for Christmas Is You" – 4:01 2. "Miss You Most (At Christmas Time)" – 4:32 3. "Silent Night" – 3:39 |

## Xếp hạng
| Bảng xếp hạng (1994-2020)              | Vị trí cao nhất |
| -------------------------------------- | --------------- |
| Úc (ARIA)                              | 1               |
| Áo (Ö3 Austria Top 40)                 | 1               |
| Bỉ (Ultratop 50 Flanders)              | 5               |
| Canada (Canadian Hot 100)              | 1               |
| Croatia (HRT)                          | 1               |
| Cộng hòa Séc (Rádio Top 100)           | 28              |
| Cộng hòa Séc (Singles Digitál Top 100) | 1               |
| Đan Mạch (Tracklisten)                 | 1               |
| Châu Âu (European Hot 100 Singles)     | 2               |
| Phần Lan (Suomen virallinen lista)     | 1               |
| Pháp (SNEP)                            | 1               |
| Đức (Official German Charts)           | 1               |
| Hy Lạp (IFPI)                          | 2               |
| Hungary (Rádiós Top 40)                | 26              |
| Hungary (Single Top 40)                | 1               |
| Hungary (Stream Top 40)                | 1               |
| Iceland (Íslenski Listinn Topp 40)     | 1               |
| Ireland (IRMA)                         | 3               |
| Ý (FIMI)                               | 2               |
| Nhật Bản (Oricon Singles Chart)        | 2               |
| Nhật Bản (Japan Hot 100)               | 6               |
| Latvia (LAIPA)                         | 1               |
| Lithuania (AGATA)                      | 1               |
| Luxembourg Nhạc số (Billboard)         | 2               |
| Hà Lan (Dutch Top 40)                  | 5               |
| Hà Lan (Single Top 100)                | 1               |
| New Zealand (Recorded Music NZ)        | 1               |
| Na Uy (VG-lista)                       | 1               |
| Ba Lan (Polish Airplay Top 100)        | 7               |
| Bồ Đào Nha (AFP)                       | 1               |
| Scotland (OCC)                         | 2               |
| Slovakia (Rádio Top 100)               | 12              |
| Slovakia (Singles Digitál Top 100)     | 1               |
| Slovenia (SloTop50)                    | 1               |
| Hàn Quốc (Gaon Digital Chart)          | 15              |
| Tây Ban Nha (PROMUSICAE)               | 3               |
| Thụy Điển (Sverigetopplistan)          | 1               |
| Thụy Sĩ (Schweizer Hitparade)          | 1               |
| Anh Quốc (OCC)                         | 1               |
| Hoa Kỳ Billboard Hot 100               | 1               |
| Hoa Kỳ Adult Contemporary (Billboard)  | 6               |
| Hoa Kỳ Adult Pop Airplay (Billboard)   | 27              |
| Hoa Kỳ Holiday 100 (Billboard)         | 1               |
| Hoa Kỳ Pop Airplay (Billboard)         | 9               |
| Hoa Kỳ Rhythmic (Billboard)            | 14              |
| Hoa Kỳ Rolling Stone Top 100           | 1               |

| Bảng xếp hạng (1994)                     | Vị trí |
| ---------------------------------------- | ------ |
| Netherlands (Dutch Top 40)               | 204    |
| UK Singles (Official Charts Company)     | 14     |
| Bảng xếp hạng (1995)                     | Vị trí |
| Netherlands (Dutch Top 40)               | 202    |
| Bảng xếp hạng (2007)                     | Vị trí |
| UK Singles (Official Charts Company)     | 99     |
| Bảng xếp hạng (2010)                     | Vị trí |
| Sweden (Sverigetopplistan)               | 98     |
| Bảng xếp hạng (2011)                     | Vị trí |
| UK Singles (Official Charts Company)     | 195    |
| Bảng xếp hạng (2015)                     | Vị trí |
| Hungary (Single Top 40)                  | 82     |
| Bảng xếp hạng (2016)                     | Vị trí |
| Hungary (Single Top 40)                  | 6      |
| South Korea (Gaon International Singles) | 98     |
| Bảng xếp hạng (2017)                     | Vị trí |
| Hungary (Single Top 40)                  | 44     |
| Bảng xếp hạng (2018)                     | Vị trí |
| Hungary (Single Top 40)                  | 25     |
| Bảng xếp hạng (2019)                     | Vị trí |
| Austria (Ö3 Austria Top 40)              | 64     |
| Hungary (Single Top 40)                  | 22     |
| UK Singles (Official Charts Company)     | 84     |

| Bảng xếp hạng (2000-09)                    | Vị trí |
| ------------------------------------------ | ------ |
| UK Holiday Songs (Official Charts Company) | 1      |
| Bảng xếp hạng (2010–2019)                  | Vị trí |
| UK Singles (Official Charts Company)       | 77     |

| Bảng xếp hạng                        | Vị trí |
| ------------------------------------ | ------ |
| UK Singles (Official Charts Company) | 84     |

| Bảng xếp hạng (2011–2012)             | Vị trí cao nhất |
| ------------------------------------- | --------------- |
| Bỉ (Ultratip Flanders)                | 35              |
| Canada (Canadian Hot 100)             | 61              |
| Nhật Bản (Japan Hot 100)              | 19              |
| Na Uy (VG-lista)                      | 2               |
| Tây Ban Nha (PROMUSICAE)              | 34              |
| Hoa Kỳ Billboard Hot 100              | 86              |
| Hoa Kỳ Adult Contemporary (Billboard) | 3               |
| Hoa Kỳ Holiday 100 (Billboard)        | 20              |

## Chứng nhận
| Quốc gia | Chứng nhận  | Số đơn vị/doanh số chứng nhận |
| --- | ----------- | ----------------------------- |
| Úc (ARIA) | 6× Bạch kim | 420.000‡                      |
| Bỉ (BEA) | Vàng        | 10.000‡                       |
| Canada (Music Canada) | 3× Bạch kim | 240.000‡                      |
| Đan Mạch (IFPI Đan Mạch) | 3× Bạch kim | 270.000‡                      |
| Đức (BVMI) | 3× Vàng     | 750.000‡                      |
| Ý (FIMI) | 2× Bạch kim | 60.000‡                       |
| Nhật Bản (RIAJ) Đĩa cứng | Triệu       | 1,300,000                     |
| Nhật Bản (RIAJ) Nhạc số | 2× Triệu    | 2,100,000                     |
| New Zealand (RMNZ) | 2× Bạch kim | 60.000‡                       |
| Na Uy (IFPI) | 4× Bạch kim | 240.000‡                      |
| Bồ Đào Nha (AFP) | Vàng        | 20.000‡                       |
| Tây Ban Nha (PROMUSICAE) | 2× Bạch kim | 80.000‡                       |
| Anh Quốc (BPI) | 4× Bạch kim | 2,210,000                     |
| Hoa Kỳ (RIAA) | 6× Bạch kim | 6.000.000‡                    |
| Hoa Kỳ (RIAA) Nhạc chuông | 2× Bạch kim | 2.000.000^                    |
| Hoa Kỳ (RIAA) Phiên bản với Justin Bieber | Vàng        | 500.000‡                      |
| Tổng hợp |             |                               |
| * Chứng nhận dựa theo doanh số tiêu thụ. ^ Chứng nhận dựa theo doanh số nhập hàng. ‡ Chứng nhận dựa theo doanh số tiêu thụ và phát trực tuyến. |             |                               |